# Bruce Williamson
Bruce Williamson (n. 20 septembrie 1970, Los Angeles, California, SUA – d. 6 septembrie 2020, Las Vegas, Nevada, SUA) a fost un cântăreț american de muzică R&B și soul; a fost unul din soliștii vocali ai trupei The Temptations.